# Tom Canty (El príncipe y el mendigo)
Thomas "Tom" Canty es un personaje ficticio perteneciente a la novela El príncipe y el mendigo de Mark Twain. 

## Biografía
Tom nació el mismo día que Eduardo Tudor, príncipe de Gales en 1537, pero creció en la pobreza extrema con un padre alcohólico y abusivo, de quien su madre y hermanas, las gemelas Bet y Nan, siempre intentaban proteger. A pesar de su pobre estatus, Tom se convirtió en un muchacho bien educado y aprendió latín del Padre Andrew, un sacerdote local. Obligado a mendigar por su padre, un día su camino se cruza con el del príncipe Eduardo, quien para su gran sorpresa luce exactamente como él. Ambos niños deciden cambiar de lugar con el fin de conocer mejor la vida del otro, pero accidentalmente Eduardo es confundido con un mendigo y echado del palacio por los guardias. Poco después, el rey Enrique VIII muere y Eduardo es el siguiente en la línea de sucesión, quien en realidad no es otro más que Tom.
Cuando Tom estaba a punto de ser coronado rey, Eduardo irrumpe en la ceremonia y demuestra que él era el rey legítimo al dar la ubicación del Gran Sello de Inglaterra, el cual había escondido justo después de cambiar de ropa con Tom.
Eduardo es finalmente coronado como el rey Eduardo VI de Inglaterra y nombra a Tom su pupilo real. En el final del libro se menciona que Tom vivió hasta la vejez, mientras que Eduardo murió trágicamente a la edad de quince años.